# ایزابل پیرالکووا
ایزابل پیرالکووا (انگلیسی: Isabel Piralkova؛ زادهٔ ۲۳ ژوئن ۲۰۰۵) بازیکن زن واترپلو اهل اسپانیا است.
وی در مسابقات کشوری و بین‌المللی در مجموع برندهٔ ۱ مدال طلا شده است.